# Circoscrizione Emilia-Romagna (Senato della Repubblica)
La circoscrizione Emilia-Romagna è una circoscrizione elettorale italiana per l'elezione del Senato della Repubblica.

## Storia
La circoscrizione elettorale venne istituita, con altre 19, per le prime elezioni del Senato della Repubblica, tramite Legge del 6 febbraio 1948, n. 29 in ottemperanza alla Costituzione della Repubblica Italiana che prescrive, all'art. 57, che «il Senato della Repubblica è eletto a base regionale». Fu suddivisa in 6 collegi di lista, in base al D.P.R. del 6 febbraio 1948, n. 30.
In rispetto del suddetto articolo, la circoscrizione venne riconfermata in seguito in tutte le leggi elettorali inerenti al Senato della Repubblica.
La Legge 4 agosto 1993, n. 276 modificò il territorio suddividendolo in 5 collegi uninominali, in base al D.Lgs. del 20 dicembre 1993 n. 535. I suddetti collegi vennero aboliti dalla Legge del 21 dicembre 2005, n. 270.
L'attuale Legge 3 novembre 2017, n. 165, ha ricreato nel territorio della circoscrizione collegi uninominali e collegi plurinominali che devono essere determinati dal governo tramite decreto legislativo.

## Territorio
Il territorio della circoscrizione corrisponde, fin dalla sua istituzione, a quello della regione Emilia-Romagna.

## Seggi
Per l'attribuzione dei seggi spettanti ad ogni regione, bisogna ottemperare anche in questo caso alla Costituzione della Repubblica Italiana la quale prescriveva, alla data di promulgazione del 1948, che «Nessuna Regione può avere un numero di senatori inferiore a sei. La Valle d’Aosta ha un solo senatore», modificata poi con la Legge costituzionale 9 febbraio 1963, n. 2 che recita «Nessuna Regione può avere un numero di senatori inferiori a sette; il Molise ne ha due, la Valle d’Aosta uno.»
Partendo da un minimo costituzionale di sei seggi per regione, divenuti poi sette, la ripartizione dei seggi spettanti alla circoscrizione viene effettuata in proporzione alla popolazione delle Regioni, quale risulta dall'ultimo censimento generale, sulla base dei quozienti interi e dei più alti resti.

## Dal 1948 al 1993
In base alla legge in vigore dal 1948, essenzialmente proporzionale, i partiti presentavano in ogni circoscrizione un candidato per ogni collegio. All'interno di ciascun collegio, veniva eletto senatore il candidato che avesse raggiunto il quorum del 65% delle preferenze. Qualora nessun candidato avesse conseguito l'elezione, i voti di tutti i candidati venivano raggruppati nelle liste di partito a livello regionale, dove i seggi venivano allocati utilizzando il metodo D'Hondt delle maggiori medie statistiche e quindi, all'interno di ciascuna lista, venivano dichiarati eletti senatori i candidati con le migliori percentuali di preferenza.

### Collegi elettorali
- Bologna I
- Bologna II
- Bologna III - Imola
- Ferrara
- Portomaggiore
- Rimini
- Cesena
- Forlì-Faenza
- Modena
- Carpi
- Parma
- Borgotaro-Salsomaggiore
- Piacenza
- Fiorenzuola d'Arda-Fidenza
- Ravenna
- Reggio Emilia
- Castelnovo ne' Monti-Sassuolo

### I legislatura
Tra gli eletti, raggiunse il quorum del 65% dei voti nei collegi Alberto Mario Pucci (collegio 10 - Carpi), indicato in grassetto nelle tabelle sottostanti.
| Partito                            | Partito                            | Risultati 18 aprile 1948 | Risultati 18 aprile 1948 | Risultati 18 aprile 1948 | Seggi | Seggi |
| Partito                            | Partito                            | Voti                     | %                        | ±                        | Num   | ±     |
| ---------------------------------- | ---------------------------------- | ------------------------ | ------------------------ | ------------------------ | ----- | ----- |
|                                    | Fronte Democratico Popolare        | 963 274                  | 50,58                    | n.d.                     | 9     | n.d.  |
|                                    | Democrazia Cristiana               | 602 925                  | 31,66                    | n.d.                     | 6     | n.d.  |
|                                    | Unità Socialista                   | 173 774                  | 9,13                     | n.d.                     | 1     | n.d.  |
|                                    | Partito Repubblicano Italiano      | 97 427                   | 5,12                     | n.d.                     | 1     | n.d.  |
|                                    | Blocco Nazionale                   | 36 881                   | 1,94                     | n.d.                     | 0     | n.d.  |
|                                    | Indipendenti                       | 30 020                   | 1,58                     | n.d.                     | 0     | n.d.  |
|                                    |                                    |                          |                          |                          |       |       |
| Iscritti                           | Iscritti                           | 2 094 420                | 100,00                   |                          |       |       |
| ↳ Votanti (% su iscritti)          | ↳ Votanti (% su iscritti)          | 1 992 920                | 95,15                    | n.d.                     |       |       |
| ↳ Voti validi (% su votanti)       | ↳ Voti validi (% su votanti)       | 1 904 301                | 95,55                    |                          |       |       |
| ↳ Schede non valide (% su votanti) | ↳ Schede non valide (% su votanti) | 88 619                   | 4,45                     |                          |       |       |
| ↳ Astenuti (% su iscritti)         | ↳ Astenuti (% su iscritti)         | 101 500                  | 4,85                     |                          |       |       |

| Eletti | Eletti                   |
| ------ | ------------------------ |
|        | Silvio Fantuzzi          |
|        | Giacomo Ferrari          |
|        | Carmine Mancinelli       |
|        | Pietro Marani            |
|        | Rita Montagnana          |
|        | Alberto Mario Pucci      |
|        | Otello Putinati          |
|        | Autunno Ravà             |
|        | Rodolfo Salvagiani       |
|        | Domenico Farioli         |
|        | Francesco Marchini Camia |
|        | Giuseppe Medici          |
|        | Vittorio Minoja          |
|        | Raffaele Ottani          |
|        | Luigi Silvestrini        |
|        | Gustavo Ghidini          |
|        | Aldo Spallicci           |

### II legislatura
Nessun candidato nei collegi uninominali raggiunse il quorum del 65% dei voti per essere eletto automaticamente; i seggi vennero pertanto assegnati proporzionalmente ai voti ricevuti.
| Partito                            | Partito                                 | Risultati 7 giugno 1953 | Risultati 7 giugno 1953 | Risultati 7 giugno 1953 | Seggi | Seggi |
| Partito                            | Partito                                 | Voti                    | %                       | ±                       | Num   | ±     |
| ---------------------------------- | --------------------------------------- | ----------------------- | ----------------------- | ----------------------- | ----- | ----- |
|                                    | Partito Comunista Italiano              | 673 482                 | 32,87                   | n.d.                    | 6     | n.d.  |
|                                    | Democrazia Cristiana                    | 516 566                 | 25,21                   | 6,45                    | 3     | 3     |
|                                    | Partito Socialista Italiano             | 324 834                 | 15,85                   | n.d.                    | 3     | n.d.  |
|                                    | PRI-DC                                  | 186 334                 | 9,09                    | n.d.                    | 3     | n.d.  |
|                                    | Partito Socialista Democratico Italiano | 143 092                 | 6,98                    | n.d.                    | 1     | n.d.  |
|                                    | Movimento Sociale Italiano              | 58 571                  | 2,86                    | n.d.                    | 0     | n.d.  |
|                                    | Altri                                   | 52 809                  | 2,58                    | n.d.                    | 1     | n.d.  |
|                                    | Partito Liberale Italiano               | 31 611                  | 1,54                    | n.d.                    | 0     | n.d.  |
|                                    | Unità Popolare                          | 27 946                  | 1,36                    | n.d.                    | 0     | n.d.  |
|                                    | Partito Nazionale Monarchico            | 19 373                  | 0,95                    | n.d.                    | 0     | n.d.  |
|                                    | Alleanza Democratica Nazionale          | 14 275                  | 0,70                    | n.d.                    | 0     | n.d.  |
|                                    |                                         |                         |                         |                         |       |       |
| Iscritti                           | Iscritti                                | 2 217 036               | 100,00                  |                         |       |       |
| ↳ Votanti (% su iscritti)          | ↳ Votanti (% su iscritti)               | 2 134 116               | 96,26                   | 1,11                    |       |       |
| ↳ Voti validi (% su votanti)       | ↳ Voti validi (% su votanti)            | 2 048 893               | 96,01                   |                         |       |       |
| ↳ Schede non valide (% su votanti) | ↳ Schede non valide (% su votanti)      | 85 223                  | 3,99                    |                         |       |       |
| ↳ Astenuti (% su iscritti)         | ↳ Astenuti (% su iscritti)              | 82 920                  | 3,74                    |                         |       |       |

| Eletti | Eletti                   |
| ------ | ------------------------ |
|        | Ilio Bosi                |
|        | Silvio Fantuzzi          |
|        | Paolo Fortunati          |
|        | Antonio Pesenti          |
|        | Alberto Mario Pucci      |
|        | Mario Roffi              |
|        | Francesco Marchini Camia |
|        | Giuseppe Medici          |
|        | Giovanni Pallastrelli    |
|        | Giuseppe Bardellini      |
|        | Carmine Mancinelli       |
|        | Adolfo Porcellini        |
|        | Ezio Amadeo              |
|        | Giovanni Braschi         |
|        | Aldo Spallicci           |
|        | Alessandro Schiavi       |
|        | Enrico Molè              |

### III legislatura
Nessun candidato nei collegi uninominali raggiunse il quorum del 65% dei voti per essere eletto automaticamente; i seggi vennero pertanto assegnati proporzionalmente ai voti ricevuti.
| Partito                            | Partito                                 | Risultati 25 maggio 1958 | Risultati 25 maggio 1958 | Risultati 25 maggio 1958 | Seggi | Seggi   |
| Partito                            | Partito                                 | Voti                     | %                        | ±                        | Num   | ±       |
| ---------------------------------- | --------------------------------------- | ------------------------ | ------------------------ | ------------------------ | ----- | ------- |
|                                    | Partito Comunista Italiano              | 800 381                  | 37,14                    | 4,27                     | 8     | 2       |
|                                    | Democrazia Cristiana                    | 629 462                  | 29,21                    | 4,00                     | 6     | 1       |
|                                    | Partito Socialista Italiano             | 351 335                  | 16,30                    | 0,45                     | 3     | Stabile |
|                                    | Partito Socialista Democratico Italiano | 149 307                  | 6,93                     | 0,05                     | 1     | 1       |
|                                    | PRI-Rad                                 | 77 800                   | 3,61                     | n.d.                     | 0     | n.d.    |
|                                    | Partito Liberale Italiano               | 70 338                   | 3,26                     | n.d.                     | 0     | n.d.    |
|                                    | Partito Nazionale Monarchico            | 53 430                   | 2,48                     | n.d.                     | 0     | n.d.    |
|                                    | Movimento Sociale Italiano              | 17 474                   | 0,81                     | n.d.                     | 0     | n.d.    |
|                                    | Partito Monarchico Popolare             | 5 342                    | 0,25                     | n.d.                     | 0     | n.d.    |
|                                    |                                         |                          |                          |                          |       |         |
| Iscritti                           | Iscritti                                | 2 342 704                | 100,00                   |                          |       |         |
| ↳ Votanti (% su iscritti)          | ↳ Votanti (% su iscritti)               | 2 262 579                | 96,58                    | 0,32                     |       |         |
| ↳ Voti validi (% su votanti)       | ↳ Voti validi (% su votanti)            | 2 154 869                | 95,24                    |                          |       |         |
| ↳ Schede non valide (% su votanti) | ↳ Schede non valide (% su votanti)      | 107 710                  | 4,76                     |                          |       |         |
| ↳ Astenuti (% su iscritti)         | ↳ Astenuti (% su iscritti)              | 80 125                   | 3,42                     |                          |       |         |

| Eletti | Eletti                   |
| ------ | ------------------------ |
|        | Ilio Bosi                |
|        | Ennio Cervellati         |
|        | Paolo Fortunati          |
|        | Luisa Gallotti Balboni   |
|        | Oreste Gelmini           |
|        | Andrea Marabini          |
|        | Antonio Pesenti          |
|        | Walter Sacchetti         |
|        | Mario Baldini            |
|        | Giovanni Braschi         |
|        | Alfredo Conti            |
|        | Francesco Marchini Camia |
|        | Giuseppe Medici          |
|        | Gino Zannini             |
|        | Giuseppe Bardellini      |
|        | Giuliana Nenni           |
|        | Giacomo Ottolenghi       |
|        | Guido Franzini           |

### IV legislatura
Nessun candidato nei collegi uninominali raggiunse il quorum del 65% dei voti per essere eletto automaticamente; i seggi vennero pertanto assegnati proporzionalmente ai voti ricevuti.
| Partito                            | Partito                                          | Risultati 28 aprile 1963 | Risultati 28 aprile 1963 | Risultati 28 aprile 1963 | Seggi | Seggi   |
| Partito                            | Partito                                          | Voti                     | %                        | ±                        | Num   | ±       |
| ---------------------------------- | ------------------------------------------------ | ------------------------ | ------------------------ | ------------------------ | ----- | ------- |
|                                    | Partito Comunista Italiano                       | 930 057                  | 41,03                    | 3,89                     | 10    | 2       |
|                                    | DC-PRI                                           | 638 669                  | 28,18                    | n.d.                     | 7     | n.d.    |
|                                    | Partito Socialista Italiano                      | 319 067                  | 14,08                    | 2,22                     | 3     | Stabile |
|                                    | Partito Socialista Democratico Italiano          | 164 708                  | 7,27                     | 0,34                     | 1     | Stabile |
|                                    | Partito Liberale Italiano                        | 134 198                  | 5,92                     | 2,66                     | 1     | 1       |
|                                    | Movimento Sociale Italiano                       | 76 406                   | 3,37                     | 2,56                     | 0     | Stabile |
|                                    | Partito Democratico Italiano di Unità Monarchica | 3 433                    | 0,15                     | n.d.                     | 0     | n.d.    |
|                                    |                                                  |                          |                          |                          |       |         |
| Iscritti                           | Iscritti                                         | 2 445 884                | 100,00                   |                          |       |         |
| ↳ Votanti (% su iscritti)          | ↳ Votanti (% su iscritti)                        | 2 365 454                | 96,71                    | 0,13                     |       |         |
| ↳ Voti validi (% su votanti)       | ↳ Voti validi (% su votanti)                     | 2 266 538                | 95,82                    |                          |       |         |
| ↳ Schede non valide (% su votanti) | ↳ Schede non valide (% su votanti)               | 98 916                   | 4,18                     |                          |       |         |
| ↳ Astenuti (% su iscritti)         | ↳ Astenuti (% su iscritti)                       | 80 430                   | 3,29                     |                          |       |         |

| Eletti | Eletti           |  | Eletti            | Eletti |
| ------ | ---------------- |  | ----------------- | ------ |
|        | Arturo Colombi   |  | Alfredo Conti     |        |
|        | Ariella Farneti  |  | Guglielmo Donati  |        |
|        | Giacomo Ferrari  |  | Cino Macrelli     |        |
|        | Paolo Fortunati  |  | Giuseppe Medici   |        |
|        | Luigi Orlandi    |  | Alberto Spigaroli |        |
|        | Giuliano Pajetta |  | Gino Zannini      |        |
|        | Mario Roffi      |  | Carlo Giorgi      |        |
|        | Remo Salati      |  | Giuliana Nenni    |        |
|        | Agide Samaritani |  | Giuseppe Tortora  |        |
|        | Attilio Trebbi   |  | Franco Tedeschi   |        |
|        | Cataldo Cassano  |  | Enzo Veronesi     |        |

### V legislatura
Nessun candidato nei collegi uninominali raggiunse il quorum del 65% dei voti per essere eletto automaticamente; i seggi vennero pertanto assegnati proporzionalmente ai voti ricevuti.
| Partito                            | Partito                            | Risultati 19 maggio 1968 | Risultati 19 maggio 1968 | Risultati 19 maggio 1968 | Seggi | Seggi   |
| Partito                            | Partito                            | Voti                     | %                        | ±                        | Num   | ±       |
| ---------------------------------- | ---------------------------------- | ------------------------ | ------------------------ | ------------------------ | ----- | ------- |
|                                    | PCI-PSIUP                          | 1 101 745                | 46,76                    | 5,73                     | 12    | 2       |
|                                    | Democrazia Cristiana               | 630 896                  | 26,78                    | 1,40                     | 6     | 1       |
|                                    | PSI-PSDI Unificati                 | 361 251                  | 15,33                    | 6,02                     | 3     | 1       |
|                                    | Partito Liberale Italiano          | 120 323                  | 5,11                     | 0,81                     | 1     | Stabile |
|                                    | Partito Repubblicano Italiano      | 76 616                   | 3,25                     | n.d.                     | 0     | n.d.    |
|                                    | MSI-PDIUM                          | 65 133                   | 2,76                     | n.d.                     | 0     | n.d.    |
|                                    |                                    |                          |                          |                          |       |         |
| Iscritti                           | Iscritti                           | 2 537 723                | 100,00                   |                          |       |         |
| ↳ Votanti (% su iscritti)          | ↳ Votanti (% su iscritti)          | 2 463 232                | 97,06                    | 0,35                     |       |         |
| ↳ Voti validi (% su votanti)       | ↳ Voti validi (% su votanti)       | 2 355 964                | 95,65                    |                          |       |         |
| ↳ Schede non valide (% su votanti) | ↳ Schede non valide (% su votanti) | 107 268                  | 4,35                     |                          |       |         |
| ↳ Astenuti (% su iscritti)         | ↳ Astenuti (% su iscritti)         | 74 491                   | 2,94                     |                          |       |         |

| Eletti | Eletti          |  | Eletti            | Eletti |
| ------ | --------------- |  | ----------------- | ------ |
|        | Delio Bonazzi   |  | Agide Samaritani  |        |
|        | Luigi Borsari   |  | Mario Baldini     |        |
|        | Arturo Colombi  |  | Cataldo Cassano   |        |
|        | Ariella Farneti |  | Guglielmo Donati  |        |
|        | Giacomo Ferrari |  | Giuseppe Medici   |        |
|        | Paolo Fortunati |  | Alberto Spigaroli |        |
|        | Mario Li Vigni  |  | Gino Zannini      |        |
|        | Nello Lusoli    |  | Angelo Tansini    |        |
|        | Luigi Orlandi   |  | Franco Tedeschi   |        |
|        | Ismer Piva      |  | Giuseppe Tortora  |        |
|        | Remo Salati     |  | Enzo Veronesi     |        |

### VI legislatura
Nessun candidato nei collegi uninominali raggiunse il quorum del 65% dei voti per essere eletto automaticamente; i seggi vennero pertanto assegnati proporzionalmente ai voti ricevuti.
| Partito                            | Partito                                 | Risultati 7 maggio 1972 | Risultati 7 maggio 1972 | Risultati 7 maggio 1972 | Seggi | Seggi   |
| Partito                            | Partito                                 | Voti                    | %                       | ±                       | Num   | ±       |
| ---------------------------------- | --------------------------------------- | ----------------------- | ----------------------- | ----------------------- | ----- | ------- |
|                                    | PCI-PSIUP                               | 1 125 911               | 45,71                   | 1,05                    | 11    | 1       |
|                                    | Democrazia Cristiana                    | 665 777                 | 27,03                   | 0,25                    | 6     | Stabile |
|                                    | Partito Socialista Italiano             | 221 344                 | 8,99                    | n.d.                    | 2     | n.d.    |
|                                    | Partito Socialista Democratico Italiano | 153 383                 | 6,23                    | n.d.                    | 1     | n.d.    |
|                                    | MSI                                     | 102 932                 | 4,18                    | 1,42                    | 1     | 1       |
|                                    | Partito Repubblicano Italiano           | 98 327                  | 3,99                    | 0,74                    | 1     | 1       |
|                                    | Partito Liberale Italiano               | 95 492                  | 3,88                    | 1,23                    | 0     | 1       |
|                                    |                                         |                         |                         |                         |       |         |
| Iscritti                           | Iscritti                                | 2 615 672               | 100,00                  |                         |       |         |
| ↳ Votanti (% su iscritti)          | ↳ Votanti (% su iscritti)               | 2 546 907               | 97,37                   | 0,31                    |       |         |
| ↳ Voti validi (% su votanti)       | ↳ Voti validi (% su votanti)            | 2 463 166               | 96,71                   |                         |       |         |
| ↳ Schede non valide (% su votanti) | ↳ Schede non valide (% su votanti)      | 83 741                  | 3,29                    |                         |       |         |
| ↳ Astenuti (% su iscritti)         | ↳ Astenuti (% su iscritti)              | 68 765                  | 2,63                    |                         |       |         |

| Eletti | Eletti             |  | Eletti            | Eletti |
| ------ | ------------------ |  | ----------------- | ------ |
|        | Lidio Artioli      |  | Elio Assirelli    |        |
|        | Delio Bonazzi      |  | Mario Baldini     |        |
|        | Luigi Borsari      |  | Gino Cacchioli    |        |
|        | Giuseppe Branca    |  | Furio Farabegoli  |        |
|        | Arturo Colombi     |  | Giuseppe Medici   |        |
|        | Mario Li Vigni     |  | Alberto Spigaroli |        |
|        | Enzo Mingozzi      |  | Gaetano Arfé      |        |
|        | Ismer Piva         |  | Giuseppe Tortora  |        |
|        | Walter Sabadini    |  | Franco Tedeschi   |        |
|        | Protogene Veronesi |  | Franco Mariani    |        |
|        | Carmen Zanti       |  | Michele Cifarelli |        |

### VII legislatura
Nessun candidato nei collegi uninominali raggiunse il quorum del 65% dei voti per essere eletto automaticamente; i seggi vennero pertanto assegnati proporzionalmente ai voti ricevuti.
| Partito                            | Partito                                 | Risultati 20 giugno 1976 | Risultati 20 giugno 1976 | Risultati 20 giugno 1976 | Seggi | Seggi   |
| Partito                            | Partito                                 | Voti                     | %                        | ±                        | Num   | ±       |
| ---------------------------------- | --------------------------------------- | ------------------------ | ------------------------ | ------------------------ | ----- | ------- |
|                                    | Partito Comunista Italiano              | 1 231 929                | 48,26                    | 2,55                     | 12    | 1       |
|                                    | Democrazia Cristiana                    | 740 402                  | 29,00                    | 1,97                     | 7     | 1       |
|                                    | Partito Socialista Italiano             | 234 469                  | 9,18                     | 0,19                     | 2     | Stabile |
|                                    | Partito Repubblicano Italiano           | 114 276                  | 4,48                     | 0,49                     | 1     | Stabile |
|                                    | Partito Socialista Democratico Italiano | 102 586                  | 4,02                     | 2,21                     | 0     | 1       |
|                                    | Movimento Sociale Italiano              | 80 241                   | 3,14                     | 1,04                     | 0     | 1       |
|                                    | Partito Liberale Italiano               | 26 152                   | 1,02                     | 2,86                     | 0     | Stabile |
|                                    | Partito Radicale                        | 19 659                   | 0,77                     | n.d.                     | 0     | n.d.    |
|                                    | Partito Democratico                     | 3 074                    | 0,12                     | n.d.                     | 0     | n.d.    |
|                                    |                                         |                          |                          |                          |       |         |
| Iscritti                           | Iscritti                                | 2 687 235                | 100,00                   |                          |       |         |
| ↳ Votanti (% su iscritti)          | ↳ Votanti (% su iscritti)               | 2 618 428                | 97,44                    | 0,07                     |       |         |
| ↳ Voti validi (% su votanti)       | ↳ Voti validi (% su votanti)            | 2 552 788                | 97,49                    |                          |       |         |
| ↳ Schede non valide (% su votanti) | ↳ Schede non valide (% su votanti)      | 65 640                   | 2,51                     |                          |       |         |
| ↳ Astenuti (% su iscritti)         | ↳ Astenuti (% su iscritti)              | 68 807                   | 2,56                     |                          |       |         |

| Eletti | Eletti           |  | Eletti              | Eletti |
| ------ | ---------------- |  | ------------------- | ------ |
|        | Arrigo Boldrini  |  | Protogene Veronesi  |        |
|        | Renzo Bonazzi    |  | Beniamino Andreatta |        |
|        | Giuseppe Branca  |  | Elio Assirelli      |        |
|        | Paolo Brezzi     |  | Carlo Buzzi         |        |
|        | Alessandro Carri |  | Gino Cacchioli      |        |
|        | Arturo Colombi   |  | Giorgio Degola      |        |
|        | Mario Li Vigni   |  | Armando Foschi      |        |
|        | Giovanna Lucchi  |  | Giovanni Spezia     |        |
|        | Enzo Mingozzi    |  | Fabio Fabbri        |        |
|        | Renata Talassi   |  | Riode Finessi       |        |
|        | Araldo Tolomelli |  | Michele Cifarelli   |        |

### VIII legislatura
Nessun candidato nei collegi uninominali raggiunse il quorum del 65% dei voti per essere eletto automaticamente; i seggi vennero pertanto assegnati proporzionalmente ai voti ricevuti.
| Partito                            | Partito                                      | Risultati 3 giugno 1979 | Risultati 3 giugno 1979 | Risultati 3 giugno 1979 | Seggi | Seggi   |
| Partito                            | Partito                                      | Voti                    | %                       | ±                       | Num   | ±       |
| ---------------------------------- | -------------------------------------------- | ----------------------- | ----------------------- | ----------------------- | ----- | ------- |
|                                    | Partito Comunista Italiano                   | 1 229 204               | 48,17                   | 0,09                    | 12    | Stabile |
|                                    | Democrazia Cristiana                         | 711 580                 | 27,88                   | 1,12                    | 6     | 1       |
|                                    | Partito Socialista Italiano                  | 224 489                 | 8,80                    | 0,38                    | 2     | Stabile |
|                                    | Partito Repubblicano Italiano                | 114 278                 | 4,48                    | Stabile                 | 1     | Stabile |
|                                    | Partito Socialista Democratico Italiano      | 110 544                 | 4,33                    | 0,31                    | 1     | 1       |
|                                    | Movimento Sociale Italiano                   | 68 404                  | 2,68                    | 1,17                    | 0     | Stabile |
|                                    | Partito Radicale                             | 44 150                  | 1,73                    | 0,96                    | 0     | Stabile |
|                                    | Partito Liberale Italiano                    | 39 583                  | 1,55                    | 0,53                    | 0     | Stabile |
|                                    | Democrazia Nazionale - Costituente di Destra | 5 976                   | 0,23                    | n.d.                    | 0     | n.d.    |
|                                    | Partito Democratico                          | 3 748                   | 0,15                    | n.d.                    | 0     | n.d.    |
|                                    |                                              |                         |                         |                         |       |         |
| Iscritti                           | Iscritti                                     | 2 750 068               | 100,00                  |                         |       |         |
| ↳ Votanti (% su iscritti)          | ↳ Votanti (% su iscritti)                    | 2 640 355               | 96,01                   | 1,43                    |       |         |
| ↳ Voti validi (% su votanti)       | ↳ Voti validi (% su votanti)                 | 2 551 956               | 96,65                   |                         |       |         |
| ↳ Schede non valide (% su votanti) | ↳ Schede non valide (% su votanti)           | 88 399                  | 3,35                    |                         |       |         |
| ↳ Astenuti (% su iscritti)         | ↳ Astenuti (% su iscritti)                   | 109 713                 | 3,99                    |                         |       |         |

| Eletti | Eletti           |  | Eletti              | Eletti |
| ------ | ---------------- |  | ------------------- | ------ |
|        | Arrigo Boldrini  |  | Tullio Vecchietti   |        |
|        | Renzo Bonazzi    |  | Beniamino Andreatta |        |
|        | Giuseppe Branca  |  | Carlo Buzzi         |        |
|        | Paolo Brezzi     |  | Gino Cacchioli      |        |
|        | Sergio Flamigni  |  | Giorgio Degola      |        |
|        | Giovanna Lucchi  |  | Leonardo Melandri   |        |
|        | Silvio Miana     |  | Giovanni Spezia     |        |
|        | Arrigo Morandi   |  | Fabio Fabbri        |        |
|        | Dante Stefani    |  | Riode Finessi       |        |
|        | Renata Talassi   |  | Libero Gualtieri    |        |
|        | Araldo Tolomelli |  | Anselmo Martoni     |        |

### IX legislatura
Nessun candidato nei collegi uninominali raggiunse il quorum del 65% dei voti per essere eletto automaticamente; i seggi vennero pertanto assegnati proporzionalmente ai voti ricevuti.
| Partito                            | Partito                                 | Risultati 26 giugno 1983 | Risultati 26 giugno 1983 | Risultati 26 giugno 1983 | Seggi | Seggi   |
| Partito                            | Partito                                 | Voti                     | %                        | ±                        | Num   | ±       |
| ---------------------------------- | --------------------------------------- | ------------------------ | ------------------------ | ------------------------ | ----- | ------- |
|                                    | Partito Comunista Italiano              | 1 219 906                | 47,85                    | 0,32                     | 12    | Stabile |
|                                    | Democrazia Cristiana                    | 592 686                  | 23,25                    | 4,63                     | 6     | Stabile |
|                                    | Partito Socialista Italiano             | 250 842                  | 9,84                     | 1,04                     | 2     | Stabile |
|                                    | Partito Repubblicano Italiano           | 156 978                  | 6,16                     | 1,68                     | 1     | Stabile |
|                                    | Partito Socialista Democratico Italiano | 93 841                   | 3,68                     | 0,65                     | 0     | 1       |
|                                    | Movimento Sociale Italiano              | 91 685                   | 3,60                     | 0,92                     | 0     | Stabile |
|                                    | Partito Liberale Italiano               | 57 367                   | 2,25                     | 0,70                     | 0     | Stabile |
|                                    | Partito Radicale                        | 32 862                   | 1,29                     | 0,44                     | 0     | Stabile |
|                                    | Partito Nazionale Pensionati            | 28 372                   | 1,11                     | n.d.                     | 0     | n.d.    |
|                                    | Democrazia Proletaria                   | 20 879                   | 0,82                     | n.d.                     | 0     | n.d.    |
|                                    | Unione Pensionati                       | 2 972                    | 0,12                     | n.d.                     | 0     | n.d.    |
|                                    | Lista per Trieste                       | 1 117                    | 0,04                     | n.d.                     | 0     | n.d.    |
|                                    |                                         |                          |                          |                          |       |         |
| Iscritti                           | Iscritti                                | 2 811 743                | 100,00                   |                          |       |         |
| ↳ Votanti (% su iscritti)          | ↳ Votanti (% su iscritti)               | 2 659 929                | 94,60                    | 1,41                     |       |         |
| ↳ Voti validi (% su votanti)       | ↳ Voti validi (% su votanti)            | 2 549 507                | 95,85                    |                          |       |         |
| ↳ Schede non valide (% su votanti) | ↳ Schede non valide (% su votanti)      | 110 422                  | 4,15                     |                          |       |         |
| ↳ Astenuti (% su iscritti)         | ↳ Astenuti (% su iscritti)              | 151 814                  | 5,40                     |                          |       |         |

| Eletti | Eletti                  |  | Eletti             | Eletti |
| ------ | ----------------------- |  | ------------------ | ------ |
|        | Francesco Onorato Alici |  | Tullio Vecchietti  |        |
|        | Arrigo Boldrini         |  | Sergio Cuminetti   |        |
|        | Renzo Bonazzi           |  | Giorgio Degola     |        |
|        | Filippo Cavazzuti       |  | Armando Foschi     |        |
|        | Guido Fanti             |  | Leonardo Melandri  |        |
|        | Sergio Flamigni         |  | Emilio Rubbi       |        |
|        | Silvio Miana            |  | Benigno Zaccagnini |        |
|        | Arrigo Morandi          |  | Luigi Covatta      |        |
|        | Gianfranco Pasquino     |  | Fabio Fabbri       |        |
|        | Dante Stefani           |  | Libero Gualtieri   |        |
|        | Claudio Vecchi          |  |                    |        |

### X legislatura
Nessun candidato nei collegi uninominali raggiunse il quorum del 65% dei voti per essere eletto automaticamente; i seggi vennero pertanto assegnati proporzionalmente ai voti ricevuti.
| Partito                            | Partito                            | Risultati 14 giugno 1987 | Risultati 14 giugno 1987 | Risultati 14 giugno 1987 | Seggi | Seggi   |
| Partito                            | Partito                            | Voti                     | %                        | ±                        | Num   | ±       |
| ---------------------------------- | ---------------------------------- | ------------------------ | ------------------------ | ------------------------ | ----- | ------- |
|                                    | Partito Comunista Italiano         | 1 201 091                | 46,06                    | 1,79                     | 11    | 1       |
|                                    | Democrazia Cristiana               | 649 531                  | 24,91                    | 1,66                     | 6     | Stabile |
|                                    | PSI-PSDI-PR                        | 344 762                  | 13,22                    | 1,59                     | 3     | 1       |
|                                    | Partito Repubblicano Italiano      | 124 070                  | 4,76                     | 1,40                     | 1     | Stabile |
|                                    | Movimento Sociale Italiano         | 103 162                  | 3,96                     | 0,36                     | 0     | Stabile |
|                                    | Lista Verde                        | 61 514                   | 2,36                     | n.d.                     | 0     | n.d.    |
|                                    | Partito Liberale Italiano          | 43 277                   | 1,66                     | 0,59                     | 0     | Stabile |
|                                    | Democrazia Proletaria              | 33 918                   | 1,30                     | 0,48                     | 0     | Stabile |
|                                    | Caccia Pesca Ambiente              | 19 389                   | 0,74                     | n.d.                     | 0     | n.d.    |
|                                    | Liga Veneta                        | 15 044                   | 0,58                     | n.d.                     | 0     | n.d.    |
|                                    | Partito Verde                      | 8 633                    | 0,33                     | n.d.                     | 0     | n.d.    |
|                                    | Alleanza Popolare Pensionati       | 3 431                    | 0,13                     | n.d.                     | 0     | n.d.    |
|                                    |                                    |                          |                          |                          |       |         |
| Iscritti                           | Iscritti                           | 2 872 255                | 100,00                   |                          |       |         |
| ↳ Votanti (% su iscritti)          | ↳ Votanti (% su iscritti)          | 2 721 805                | 94,76                    | 0,16                     |       |         |
| ↳ Voti validi (% su votanti)       | ↳ Voti validi (% su votanti)       | 2 607 822                | 95,81                    |                          |       |         |
| ↳ Schede non valide (% su votanti) | ↳ Schede non valide (% su votanti) | 113 983                  | 4,19                     |                          |       |         |
| ↳ Astenuti (% su iscritti)         | ↳ Astenuti (% su iscritti)         | 150 450                  | 5,24                     |                          |       |         |

| Eletti | Eletti                   |  | Eletti              | Eletti |
| ------ | ------------------------ |  | ------------------- | ------ |
|        | Aureliana Alberici       |  | Beniamino Andreatta |        |
|        | Gaetano Arfé             |  | Lorenzo Cappelli    |        |
|        | Ugo Benassi              |  | Sergio Cuminetti    |        |
|        | Arrigo Boldrini          |  | Giovanni Manzini    |        |
|        | Matilde Callari Galli    |  | Gianpaolo Mora      |        |
|        | Archimede Casadei Lucchi |  | Benigno Zaccagnini  |        |
|        | Filippo Cavazzuti        |  | Luigi Covatta       |        |
|        | Isa Ferraguti            |  | Fabio Fabbri        |        |
|        | Luciano Lama             |  | Renzo Santini       |        |
|        | Gianfranco Pasquino      |  | Libero Gualtieri    |        |
|        | Claudio Vecchi           |  |                     |        |

### XI legislatura
Nessun candidato nei collegi uninominali raggiunse il quorum del 65% dei voti per essere eletto automaticamente; i seggi vennero pertanto assegnati proporzionalmente ai voti ricevuti.
| Partito                            | Partito                                 | Risultati 5 aprile 1992 | Risultati 5 aprile 1992 | Risultati 5 aprile 1992 | Seggi | Seggi   |
| Partito                            | Partito                                 | Voti                    | %                       | ±                       | Num   | ±       |
| ---------------------------------- | --------------------------------------- | ----------------------- | ----------------------- | ----------------------- | ----- | ------- |
|                                    | Partito Democratico della Sinistra      | 895 450                 | 33,52                   | n.d.                    | 9     | n.d.    |
|                                    | Democrazia Cristiana                    | 524 339                 | 19,63                   | 5,27                    | 5     | 1       |
|                                    | Partito Socialista Italiano             | 289 129                 | 10,82                   | n.d.                    | 2     | n.d.    |
|                                    | Lega Lombarda                           | 244 962                 | 9,17                    | n.d.                    | 2     | n.d.    |
|                                    | Rifondazione Comunista                  | 215 715                 | 8,07                    | n.d.                    | 2     | n.d.    |
|                                    | Partito Repubblicano Italiano           | 160 718                 | 6,02                    | 1,26                    | 1     | Stabile |
|                                    | Movimento Sociale Italiano              | 96 268                  | 3,60                    | 0,35                    | 0     | Stabile |
|                                    | Federazione dei Verdi                   | 77 292                  | 2,89                    | n.d.                    | 0     | n.d.    |
|                                    | Partito Liberale Italiano               | 54 697                  | 2,05                    | 0,39                    | 0     | Stabile |
|                                    | Partito Socialista Democratico Italiano | 41 927                  | 1,57                    | n.d.                    | 0     | n.d.    |
|                                    | Altri                                   | 71 170                  | 2,66                    | n.d.                    | 0     | n.d.    |
|                                    |                                         |                         |                         |                         |       |         |
| Iscritti                           | Iscritti                                | 2 982 506               | 100,00                  |                         |       |         |
| ↳ Votanti (% su iscritti)          | ↳ Votanti (% su iscritti)               | 2 789 646               | 93,53                   | 1,23                    |       |         |
| ↳ Voti validi (% su votanti)       | ↳ Voti validi (% su votanti)            | 2 671 667               | 95,77                   |                         |       |         |
| ↳ Schede non valide (% su votanti) | ↳ Schede non valide (% su votanti)      | 117 979                 | 4,23                    |                         |       |         |
| ↳ Astenuti (% su iscritti)         | ↳ Astenuti (% su iscritti)              | 192 860                 | 6,47                    |                         |       |         |

| Eletti | Eletti                  |  | Eletti             | Eletti |
| ------ | ----------------------- |  | ------------------ | ------ |
|        | Aureliana Alberici      |  | Giovanni Manzini   |        |
|        | Silvia Barbieri         |  | Gianpaolo Mora     |        |
|        | Arrigo Boldrini         |  | Franco Ricci       |        |
|        | Filippo Cavazzuti       |  | Luigi Covatta      |        |
|        | Ada Valeria Fabj Ramous |  | Fabio Fabbri       |        |
|        | Fausto Giovanelli       |  | Marcello Staglieno |        |
|        | Luciano Guerzoni        |  | Angiola Zilli      |        |
|        | Terzo Pierani           |  | Luigi Grassani     |        |
|        | Vincenzo Visco          |  | Vittorio Parisi    |        |
|        | Franco Bonferroni       |  | Libero Gualtieri   |        |
|        | Armando Foschi          |  |                    |        |

## Dal 1993 al 2005

### Collegi elettorali
1. Forlì
2. Cesena
3. Ravenna
4. Ferrara
5. Imola
6. Bologna Centro
7. Bologna - Casalecchio di Reno
8. San Giovanni in Persiceto
9. Modena
10. Sassuolo
11. Reggio nell'Emilia
12. Fidenza
13. Parma
14. Piacenza
15. Rimini

### XII legislatura

#### Risultati elettorali
|                               | Progressisti               | 1 291 409 | 48,49 | 14 |  |  |  |  |  |
|                               | Polo delle Libertà         | 605 552   | 22,74 | 4  |  |  |  |  |  |
|                               | Patto per l'Italia         | 377 950   | 14,19 | 2  |  |  |  |  |  |
|                               | Alleanza Nazionale         | 244 178   | 9,17  | 1  |  |  |  |  |  |
|                               | Lista Pannella-Riformatori | 96 435    | 3,62  | –  |  |  |  |  |  |
|                               | Partito Democratico        | 37 533    | 1,41  | –  |  |  |  |  |  |
|                               | Unione Romagna             | 6 214     | 0,23  | –  |  |  |  |  |  |
|                               | Socialdemocrazia           | 3 978     | 0,15  | –  |  |  |  |  |  |
| Totale                        | Totale                     | 2 663 249 | 100   | 21 |  |  |  |  |  |
|                               |                            |           |       |    |  |  |  |  |  |
| Voti non validi               | Voti non validi            | 146 004   | 5,20  |    |  |  |  |  |  |
| Votanti                       | Votanti                    | 2 809 253 | 92,74 |    |  |  |  |  |  |
| Elettori                      | Elettori                   | 3 029 301 |       |    |  |  |  |  |  |
|                               |                            |           |       |    |  |  |  |  |  |
| Data: 27-28 marzo 1994        |                            |           |       |    |  |  |  |  |  |
| Fonte: Ministero dell'interno |                            |           |       |    |  |  |  |  |  |

#### Eletti
Eletti nel Polo delle Libertà (FI - LN - CCD)
     Eletti nei Progressisti (PDS - PRC - FdV - PSI - Rete - AD - CS - RS)
     Eletti nel Patto per l'Italia (PPI - PS)
     Eletti in Alleanza Nazionale - Movimento Sociale Italiano
| Collegio                          | Eletto | Eletto                  | Partito  | Quota |
| --------------------------------- | ------ | ----------------------- | -------- | ----- |
| 1 - Forlì                         |        | Libero Gualtieri        | PDS (SR) | Magg. |
| 2 - Cesena                        |        | Massimo Bonavita        | PDS      | Magg. |
| 2 - Cesena                        |        | Romano Baccarini        | PPI      | Prop. |
| 3 - Ravenna                       |        | Pierpaolo Casadei Monti | CS       | Magg. |
| 4 - Ferrara                       |        | Silvia Barbieri         | PDS      | Magg. |
| 4 - Ferrara                       |        | Biagio Dell'Uomo        | LN       | Prop. |
| 5 - Imola                         |        | Aureliana Alberici      | PDS      | Magg. |
| 6 - Bologna Centro                |        | Enrica Pietra Lenzi     | CS       | Magg. |
| 6 - Bologna Centro                |        | Filippo Berselli        | AN-MSI   | Prop. |
| 7 - Bologna - Casalecchio di Reno |        | Claudio Petruccioli     | PDS      | Magg. |
| 8 - San Giovanni in Persiceto     |        | Filippo Cavazzuti       | PDS      | Magg. |
| 9 - Modena                        |        | Luciano Guerzoni        | PDS      | Magg. |
| 10 - Sassuolo                     |        | Rino Serri              | PRC      | Magg. |
| 11 - Reggio nell'Emilia           |        | Fausto Giovanelli       | PDS      | Magg. |
| 11 - Reggio nell'Emilia           |        | Gian Guido Folloni      | PPI      | Prop. |
| 12 - Fidenza                      |        | Fausto Vigevani         | PSI      | Magg. |
| 12 - Fidenza                      |        | Giorgio Cavitelli       | LN       | Prop. |
| 13 - Parma                        |        | Michele De Luca         | AD       | Magg. |
| 13 - Parma                        |        | Pierluigi Copercini     | LN       | Prop. |
| 14 - Piacenza                     |        | Emilio Podestà          | LN       | Magg. |
| 15 - Rimini                       |        | Gianfranco Pasquino     | PDS      | Magg. |

### XIII legislatura

#### Risultati elettorali
|                               | L'Ulivo                   | 1 373 124 | 51,79 | 13 |  |  |  |  |  |
|                               | Polo per le Libertà       | 829 903   | 31,30 | 5  |  |  |  |  |  |
|                               | Lega Nord                 | 215 462   | 8,13  | 1  |  |  |  |  |  |
|                               | Alleanza dei Progressisti | 175 024   | 6,60  | 1  |  |  |  |  |  |
|                               | Lista Pannella-Sgarbi     | 57 788    | 2,18  | –  |  |  |  |  |  |
| Totale                        | Totale                    | 2 651 301 | 100   | 21 |  |  |  |  |  |
|                               |                           |           |       |    |  |  |  |  |  |
| Voti non validi               | Voti non validi           | 140 405   | 5,03  |    |  |  |  |  |  |
| Votanti                       | Votanti                   | 2 791 706 | 90,75 |    |  |  |  |  |  |
| Elettori                      | Elettori                  | 3 076 122 |       |    |  |  |  |  |  |
|                               |                           |           |       |    |  |  |  |  |  |
| Data: 21 aprile 1996          |                           |           |       |    |  |  |  |  |  |
| Fonte: Ministero dell'interno |                           |           |       |    |  |  |  |  |  |

#### Eletti
Eletti nel Polo per le Libertà (FI - AN - CCD - CDU)
     Eletti nell'Ulivo (PDS - PpP - RI - FdV - PSd'Az - FL - MCU - CS - SI - PS)
     Eletti nella Lega Nord
     Eletti nell'Alleanza dei Progressisti (PRC)
| Collegio                          | Eletto | Eletto                  | Partito  | Quota |
| --------------------------------- | ------ | ----------------------- | -------- | ----- |
| 1 - Forlì                         |        | Libero Gualtieri        | PDS (SR) | Magg. |
| 1 - Forlì                         |        | Andrea Manzella         | DS       | Magg. |
| 2 - Cesena                        |        | Massimo Bonavita        | PDS      | Magg. |
| 3 - Ravenna                       |        | Pierpaolo Casadei Monti | CS       | Magg. |
| 3 - Ravenna                       |        | Aldo Preda              | CS       | Magg. |
| 4 - Ferrara                       |        | Silvia Barbieri         | PDS      | Magg. |
| 4 - Ferrara                       |        | Gian Guido Folloni      | CDU      | Prop. |
| 5 - Imola                         |        | Daria Bonfietti         | PDS      | Magg. |
| 6 - Bologna Centro                |        | Giancarlo Pasquini      | PDS      | Magg. |
| 6 - Bologna Centro                |        | Furio Bosello           | AN       | Prop. |
| 7 - Bologna - Casalecchio di Reno |        | Claudio Petruccioli     | PDS      | Magg. |
| 8 - San Giovanni in Persiceto     |        | Fausto Cò               | PRC      | Magg. |
| 9 - Modena                        |        | Luciano Guerzoni        | PDS      | Magg. |
| 10 - Sassuolo                     |        | Renato Albertini        | PRC      | Magg. |
| 10 - Sassuolo                     |        | Augusto Cortelloni      | FI       | Prop. |
| 11 - Reggio nell'Emilia           |        | Fausto Giovanelli       | PDS      | Magg. |
| 12 - Fidenza                      |        | Fausto Vigevani         | PDS      | Magg. |
| 13 - Parma                        |        | Michele De Luca         | PDS      | Magg. |
| 14 - Piacenza                     |        | Andrea Papini           | PpP      | Magg. |
| 14 - Piacenza                     |        | Giampaolo Bettamio      | FI       | Prop. |
| 14 - Piacenza                     |        | Adriano Colla           | LN       | Prop. |
| 15 - Rimini                       |        | Sergio Gambini          | PDS      | Magg. |
| 15 - Rimini                       |        | Giuseppe Basini         | AN       | Prop. |

1. ↑  Deeduto il 15.02.1999.
2. ↑  Dall'11.05.1999 (eletto in seguito a elezioni suppletive).
3. ↑  Deceduto il 14.06.1996.
4. ↑  Dal 30.10.1996 (eletto in seguito a elezioni suppletive).

### XIV legislatura

#### Risultati elettorali
|                               | L'Ulivo                              | 1 408 073 | 51,93 | 14 |  |  |  |  |  |
|                               | Casa delle Libertà                   | 963 242   | 35,53 | 6  |  |  |  |  |  |
|                               | Partito della Rifondazione Comunista | 151 892   | 5,60  | 1  |  |  |  |  |  |
|                               | Lista Di Pietro                      | 81 757    | 3,02  | –  |  |  |  |  |  |
|                               | Lista Pannella-Bonino                | 57 066    | 2,10  | –  |  |  |  |  |  |
|                               | Democrazia Europea                   | 49 237    | 1,82  | –  |  |  |  |  |  |
| Totale                        | Totale                               | 2 711 267 | 100   | 21 |  |  |  |  |  |
|                               |                                      |           |       |    |  |  |  |  |  |
| Voti non validi               | Voti non validi                      | 109 902   | 3,90  |    |  |  |  |  |  |
| Votanti                       | Votanti                              | 2 821 169 | 88,80 |    |  |  |  |  |  |
| Elettori                      | Elettori                             | 3 176 845 |       |    |  |  |  |  |  |
|                               |                                      |           |       |    |  |  |  |  |  |
| Data: 13 maggio 2001          |                                      |           |       |    |  |  |  |  |  |
| Fonte: Ministero dell'interno |                                      |           |       |    |  |  |  |  |  |

#### Eletti
Eletti nella Casa delle Libertà (FI - AN - LN - CCD - CDU - NPSI - PRI)
     Eletti nell'Ulivo (DS - DL - Girasole - PdCI - MRE - SVP - PSd'Az)
     Eletti nel Partito della Rifondazione Comunista
| Collegio                          | Eletto | Eletto              | Partito    | Quota |
| --------------------------------- | ------ | ------------------- | ---------- | ----- |
| 1 - Forlì                         |        | Andrea Manzella     | DS         | Magg. |
| 2 - Cesena                        |        | Massimo Bonavita    | DS         | Magg. |
| 2 - Cesena                        |        | Laura Bianconi      | FI         | Prop. |
| 3 - Ravenna                       |        | Mauro Fabris        | DL (UDEUR) | Magg. |
| 4 - Ferrara                       |        | Claudio Petruccioli | DS         | Magg. |
| 4 - Ferrara                       |        | Alberto Balboni     | AN         | Prop. |
| 5 - Imola                         |        | Franco Chiusoli     | DS         | Magg. |
| 6 - Bologna Centro                |        | Giancarlo Pasquini  | DS         | Magg. |
| 6 - Bologna Centro                |        | Gianluigi Magri     | CCD        | Prop. |
| 7 - Bologna - Casalecchio di Reno |        | Walter Vitali       | DS         | Magg. |
| 8 - San Giovanni in Persiceto     |        | Daria Bonfietti     | DS         | Magg. |
| 9 - Modena                        |        | Luciano Guerzoni    | DS         | Magg. |
| 10 - Sassuolo                     |        | Lanfranco Turci     | DS         | Magg. |
| 11 - Reggio nell'Emilia           |        | Fausto Giovanelli   | DS         | Magg. |
| 12 - Fidenza                      |        | Albertina Soliani   | DL (Dem)   | Magg. |
| 12 - Fidenza                      |        | Livio Togni         | PRC        | Prop. |
| 13 - Parma                        |        | Antonio Vicini      | DS         | Magg. |
| 13 - Parma                        |        | Vittorio Guasti     | FI         | Prop. |
| 14 - Piacenza                     |        | Antonio Agogliati   | FI         | Magg. |
| 15 - Rimini                       |        | Sergio Zavoli       | DS         | Magg. |
| 15 - Rimini                       |        | Giampaolo Bettamio  | FI         | Prop. |

## Dal 2005 al 2017

### XV legislatura

#### Risultati elettorali
|                               | Democratici di Sinistra                           | 835 997   | 30,56 | 7  |  |  |  |  |  |
|                               | La Margherita                                     | 257 368   | 9,41  | 2  |  |  |  |  |  |
|                               | Partito della Rifondazione Comunista              | 197 031   | 7,20  | 2  |  |  |  |  |  |
|                               | Insieme con l'Unione                              | 157 387   | 5,75  | 1  |  |  |  |  |  |
|                               | Italia dei Valori                                 | 65 971    | 2,41  | –  |  |  |  |  |  |
|                               | Rosa nel Pugno                                    | 62 816    | 2,30  | –  |  |  |  |  |  |
|                               | Partito Pensionati                                | 27 528    | 1,01  | –  |  |  |  |  |  |
|                               | Popolari UDEUR                                    | 9 409     | 0,34  | –  |  |  |  |  |  |
|                               | Movimento Repubblicani Europei                    | 7 195     | 0,26  | –  |  |  |  |  |  |
|                               | Partito Socialista Democratico Italiano           | 4 974     | 0,18  | –  |  |  |  |  |  |
|                               | Totale coalizione                                 | 1 625 676 | 59,43 | 12 |  |  |  |  |  |
|                               | Forza Italia                                      | 515 338   | 18,84 | 4  |  |  |  |  |  |
|                               | Alleanza Nazionale                                | 281 733   | 10,30 | 3  |  |  |  |  |  |
|                               | Unione dei Democratici Cristiani                  | 159 263   | 5,82  | 1  |  |  |  |  |  |
|                               | Lega Nord – MPA                                   | 104 916   | 3,84  | 1  |  |  |  |  |  |
|                               | Alternativa Sociale                               | 14 436    | 0,53  | –  |  |  |  |  |  |
|                               | Democrazia Cristiana per le Autonomie – Nuovo PSI | 12 040    | 0,44  | –  |  |  |  |  |  |
|                               | Fiamma Tricolore                                  | 11 479    | 0,42  | –  |  |  |  |  |  |
|                               | Partito Repubblicano Italiano                     | 10 739    | 0,39  | –  |  |  |  |  |  |
|                               | Totale coalizione                                 | 1 109 944 | 40,57 | 9  |  |  |  |  |  |
| Totale                        | Totale                                            | 2 735 620 | 100   | 21 |  |  |  |  |  |
|                               |                                                   |           |       |    |  |  |  |  |  |
| Voti non validi               | Voti non validi                                   | 68 954    | 2,46  |    |  |  |  |  |  |
| Votanti                       | Votanti                                           | 2 804 574 | 89,50 |    |  |  |  |  |  |
| Elettori                      | Elettori                                          | 3 133 520 |       |    |  |  |  |  |  |
|                               |                                                   |           |       |    |  |  |  |  |  |
| Fonte: Ministero dell'interno |                                                   |           |       |    |  |  |  |  |  |

#### Eletti
| Democratici di Sinistra | La Margherita                                           | Partito della Rifondazione Comunista         | Insieme con l'Unione                     |
| --- | ------------------------------------------------------- | -------------------------------------------- | ---------------------------------------- |
| |                                                         |                                              |                                          |
| - Sergio Zavoli - Vidmer Mercatali - Walter Vitali - Giuliano Barbolini - Andrea Manzella - Federico Enriques - Leana Pignedoli | - Roberto Pinza - Albertina Soliani                     | - Claudio Grassi - Martino Albonetti         | - Armando Cossutta                       |
| Forza Italia | Alleanza Nazionale                                      | Unione dei Democratici Cristiani e di Centro | Lega Nord - MPA                          |
| |                                                         |                                              |                                          |
| - Marcello Pera - Pietro Lunardi - Giampaolo Bettamio - Laura Bianconi                                                          | - Filippo Berselli - Alberto Balboni - Stefano Morselli | - → Francesco D'Onofrio - Mauro Libè         | - → Roberto Calderoli - Massimo Polledri |

1. ↑  Opta per la circoscrizione Veneto
2. ↑  Opta per la circoscrizione Piemonte

### XVI legislatura

#### Risultati elettorali
|                               | Partito Democratico                  | 1 193 963 | 45,44 | 11 |  |  |  |  |  |
|                               | Italia dei Valori                    | 104 452   | 3,98  | 1  |  |  |  |  |  |
|                               | Totale coalizione                    | 1 298 415 | 49,41 | 12 |  |  |  |  |  |
|                               | Il Popolo della Libertà              | 773 643   | 29,44 | 7  |  |  |  |  |  |
|                               | Lega Nord                            | 187 328   | 7,13  | 2  |  |  |  |  |  |
|                               | Totale coalizione                    | 960 971   | 36,57 | 9  |  |  |  |  |  |
|                               | Unione di Centro                     | 121 089   | 4,61  | –  |  |  |  |  |  |
|                               | La Sinistra l'Arcobaleno             | 99 435    | 3,78  | –  |  |  |  |  |  |
|                               | La Destra - Fiamma Tricolore         | 56 424    | 2,15  | –  |  |  |  |  |  |
|                               | Partito Comunista dei Lavoratori     | 21 126    | 0,80  | –  |  |  |  |  |  |
|                               | Partito Socialista                   | 18 379    | 0,70  | –  |  |  |  |  |  |
|                               | Per il Bene Comune                   | 13 679    | 0,52  | –  |  |  |  |  |  |
|                               | Sinistra Critica                     | 11 509    | 0,44  | –  |  |  |  |  |  |
|                               | Forza Nuova                          | 9 357     | 0,36  | –  |  |  |  |  |  |
|                               | Partito Liberale Italiano            | 8 891     | 0,34  | –  |  |  |  |  |  |
|                               | Unione Democratica per i Consumatori | 8 365     | 0,32  | –  |  |  |  |  |  |
| Totale                        | Totale                               | 2 627 640 | 100   | 21 |  |  |  |  |  |
|                               |                                      |           |       |    |  |  |  |  |  |
| Voti non validi               | Voti non validi                      | 72 693    | 2,69  |    |  |  |  |  |  |
| Votanti                       | Votanti                              | 2 700 333 | 86,16 |    |  |  |  |  |  |
| Elettori                      | Elettori                             | 3 134 266 |       |    |  |  |  |  |  |
|                               |                                      |           |       |    |  |  |  |  |  |
| Fonte: Ministero dell'interno |                                      |           |       |    |  |  |  |  |  |

#### Eletti
| Partito Democratico | Il Popolo della Libertà |
| --- | --- |
| | |
| - Anna Finocchiaro - Gian Carlo Sangalli - Sergio Zavoli - Mariangela Bastico - Walter Vitali - Rita Ghedini - Maria Teresa Bertuzzi - Vidmer Mercatali - Leana Pignedoli - Giuliano Barbolini - Albertina Soliani | - Carlo Giovanardi - Filippo Berselli - Giampaolo Bettamio - Laura Bianconi - Alberto Balboni - Elio Massimo Palmizio - Maria Ida Germontani |
| Lega Nord | Italia dei Valori |
| | |
| - → Roberto Castelli - Giovanni Torri - Angela Maraventano | - Luigi Li Gotti |

1. ↑  Opta per la circoscrizione Liguria

### XVII legislatura

#### Risultati elettorali
|                               | Partito Democratico              | 977 681   | 39,17 | 13 |  |  |  |  |  |
|                               | Sinistra Ecologia Libertà        | 67 649    | 2,71  | –  |  |  |  |  |  |
|                               | Centro Democratico               | 6 364     | 0,25  | –  |  |  |  |  |  |
|                               | Totale coalizione                | 1 051 694 | 42,13 | 13 |  |  |  |  |  |
|                               | Movimento 5 Stelle               | 576 524   | 23,10 | 4  |  |  |  |  |  |
|                               | Il Popolo della Libertà          | 418 470   | 16,76 | 4  |  |  |  |  |  |
|                               | Lega Nord                        | 66 799    | 2,68  | –  |  |  |  |  |  |
|                               | Fratelli d'Italia                | 32 707    | 1,31  | –  |  |  |  |  |  |
|                               | La Destra                        | 8 654     | 0,35  | –  |  |  |  |  |  |
|                               | Moderati in Rivoluzione          | 6 015     | 0,24  | –  |  |  |  |  |  |
|                               | Totale coalizione                | 532 645   | 21,34 | 4  |  |  |  |  |  |
|                               | Con Monti per l'Italia           | 222 628   | 8,92  | 1  |  |  |  |  |  |
|                               | Rivoluzione Civile               | 39 390    | 1,58  | –  |  |  |  |  |  |
|                               | Fare per Fermare il Declino      | 27 332    | 1,09  | –  |  |  |  |  |  |
|                               | Partito Comunista dei Lavoratori | 14 505    | 0,58  | –  |  |  |  |  |  |
|                               | Forza Nuova                      | 6 753     | 0,27  | –  |  |  |  |  |  |
|                               | Io Amo l'Italia                  | 6 511     | 0,26  | –  |  |  |  |  |  |
|                               | Amnistia Giustizia Libertà       | 6 198     | 0,25  | –  |  |  |  |  |  |
|                               | Partito Repubblicano Italiano    | 6 020     | 0,24  | –  |  |  |  |  |  |
|                               | Fiamma Tricolore                 | 6 006     | 0,24  | –  |  |  |  |  |  |
| Totale                        | Totale                           | 2 496 206 | 100   | 22 |  |  |  |  |  |
|                               |                                  |           |       |    |  |  |  |  |  |
| Voti non validi               | Voti non validi                  | 63 510    | 2,48  |    |  |  |  |  |  |
| Votanti                       | Votanti                          | 2 559 716 | 82,04 |    |  |  |  |  |  |
| Elettori                      | Elettori                         | 3 120 061 |       |    |  |  |  |  |  |
|                               |                                  |           |       |    |  |  |  |  |  |
| Fonte: Ministero dell'interno |                                  |           |       |    |  |  |  |  |  |

#### Eletti
| Partito Democratico | Movimento 5 Stelle                                                       | Il Popolo della Libertà                                                                         | Con Monti per l'Italia |
| --- | ------------------------------------------------------------------------ | ----------------------------------------------------------------------------------------------- | ---------------------- |
| |                                                                          |                                                                                                 |                        |
| - Josefa Idem - Maurizio Migliavacca - Claudio Broglia - Maria Cecilia Guerra - Rita Ghedini - Giorgio Pagliari - Francesca Puglisi - Maria Teresa Bertuzzi - Gian Carlo Sangalli - Stefano Vaccari - Leana Pignedoli - Sergio Lo Giudice - Stefano Collina | - Michela Montevecchi - Adele Gambaro - Maria Mussini - Elisa Bulgarelli | - → Silvio Berlusconi - Anna Maria Bernini - Carlo Giovanardi - Franco Carraro - Laura Bianconi | - Luigi Marino         |

1. ↑  Opta per la circoscrizione Molise

## Dal 2017

### Collegi elettorali

#### Dal 2017 al 2020
Alla circoscrizione sono attribuiti 22 seggi: 14 sono assegnati con sistema maggioritario, in altrettanti collegi uninominali; 8 mediante sistema proporzionale, all'interno di due collegi plurinominali.
| Collegi plurinominali | Collegi plurinominali | Collegi uninominali                                             |
| --------------------- | --------------------- | --------------------------------------------------------------- |
|                       | Emilia-Romagna - 01   | - 01 - Rimini - 02 - Ravenna - 03 - Ferrara - 04 - Bologna      |
|                       | Emilia-Romagna - 02   | - 05 - Modena - 06 - Reggio Emilia - 07 - Parma - 08 - Piacenza |

#### Dal 2020
In seguito alla riforma costituzionale del 2020 in tema di riduzione del numero dei parlamentari, alla circoscrizione sono attribuiti 14 seggi: 5 sono assegnati mediante sistema maggioritario, in altrettanti collegi uninominali; 9 mediante sistema proporzionale, all'interno di collegi plurinominali.
| Collegi plurinominali | Collegi plurinominali | Collegi uninominali                         |
| --------------------- | --------------------- | ------------------------------------------- |
|                       | Emilia-Romagna - 01   | - 01 - Parma - 02 - Modena                  |
|                       | Emilia-Romagna - 02   | - 03 - Bologna - 04 - Ravenna - 05 - Rimini |

### XVIII legislatura

#### Risultati
|                               | Lega                                        | 456 577   | 19,34 | 3  | 787 698   | 33,37 | 4 |  |  |
|                               | Forza Italia                                | 239 068   | 10,13 | 2  | 787 698   | 33,37 | 4 |  |  |
|                               | Fratelli d'Italia                           | 78 523    | 3,33  | –  | 787 698   | 33,37 | 4 |  |  |
|                               | Noi con l'Italia – UDC                      | 13 530    | 0,57  | –  | 787 698   | 33,37 | 4 |  |  |
|                               | Partito Democratico                         | 621 521   | 26,33 | 4  | 719 894   | 30,50 | 4 |  |  |
|                               | +Europa                                     | 67 795    | 2,87  | –  | 719 894   | 30,50 | 4 |  |  |
|                               | Italia Europa Insieme                       | 17 807    | 0,75  | –  | 719 894   | 30,50 | 4 |  |  |
|                               | Civica Popolare                             | 12 771    | 0,54  | –  | 719 894   | 30,50 | 4 |  |  |
|                               | Movimento 5 Stelle                          | 636 166   | 26,95 | 4  | 636 166   | 26,95 | – |  |  |
|                               | Liberi e Uguali                             | 111 791   | 4,74  | 1  | 111 791   | 4,74  | – |  |  |
|                               | Potere al Popolo!                           | 26 275    | 1,11  | –  | 26 275    | 1,11  | – |  |  |
|                               | Il Popolo della Famiglia                    | 16 465    | 0,70  | –  | 16 465    | 0,70  | – |  |  |
|                               | CasaPound                                   | 14 212    | 0,60  | –  | 14 212    | 0,60  | – |  |  |
|                               | Partito Comunista                           | 21 375    | 0,91  | –  | 21 375    | 0,91  | – |  |  |
|                               | Italia agli Italiani (FT - FN)              | 11 549    | 0,49  | –  | 11 549    | 0,49  | – |  |  |
|                               | Partito Repubblicano Italiano – ALA         | 6 366     | 0,27  | –  | 6 366     | 0,27  | – |  |  |
|                               | Destre Unite                                | 4 460     | 0,19  | –  | 4 460     | 0,19  | – |  |  |
|                               | Per una Sinistra Rivoluzionaria (PCL - SCR) | 4 326     | 0,18  | –  | 4 326     | 0,18  | – |  |  |
| Totale                        | Totale                                      | 2 360 577 | 100   | 14 | 2 360 577 | 100   | 8 |  |  |
|                               |                                             |           |       |    |           |       |   |  |  |
| Schede bianche                | Schede bianche                              | 24 723    | 1,02  |    |           |       |   |  |  |
| Schede nulle                  | Schede nulle                                | 40 969    | 1,69  |    |           |       |   |  |  |
| Votanti                       | Votanti                                     | 2 426 269 | 78,30 |    |           |       |   |  |  |
| Elettori                      | Elettori                                    | 3 098 700 |       |    |           |       |   |  |  |
|                               |                                             |           |       |    |           |       |   |  |  |
| Fonte: Ministero dell'interno |                                             |           |       |    |           |       |   |  |  |

#### Eletti

##### Eletti maggioritario
Eletti nella coalizione di centro-destra (Lega - FI - FdI - NcI-UDC)
     Eletti nella coalizione di centro-sinistra (PD - +EUR - CP - Insieme)
| Collegio uninominale | Eletto | Eletto                 | Partito |
| -------------------- | ------ | ---------------------- | ------- |
| 1. Rimini            |        | Antonio Barboni        | FI      |
| 2. Ravenna           |        | Stefano Collina        | PD      |
| 3. Ferrara           |        | Alberto Balboni        | FdI     |
| 4. Bologna           |        | Pier Ferdinando Casini | CpE     |
| 5. Modena            |        | Edoardo Patriarca      | PD      |
| 5. Modena            |        | Stefano Corti          | Lega    |
| 6. Reggio Emilia     |        | Vanna Iori             | PD      |
| 7. Parma             |        | Maria Saponara         | Lega    |
| 8. Piacenza          |        | Pietro Pisani          | Lega    |

1. ↑  Eletto in Civica Popolare.
2. ↑  Elezione annullata in data 31.07.2019 in seguito al riconteggio delle schede. Fuori Patriarca, in Emilia il Pd perde un senatore
3. ↑  Sostituisce il 31.07.2019 Edoardo Patriarca.

##### Eletti proporzionale
| Collegio plurinominale | M5S                                      | Partito Democratico                | Lega                                  | Forza Italia         | Liberi e Uguali |
| ---------------------- | ---------------------------------------- | ---------------------------------- | ------------------------------------- | -------------------- | --------------- |
| Collegio plurinominale |                                          |                                    |                                       |                      |                 |
| 1. Emilia-Romagna - 01 | - Michela Montevecchi - Marco Croatti    | - Daniele Manca - Teresa Bellanova | - Lucia Borgonzoni - Maurizio Campari | - Anna Maria Bernini | - Vasco Errani  |
| 2. Emilia-Romagna - 02 | - Gabriele Lanzi - Maria Laura Mantovani | - Matteo Richetti - Paola Boldrini | - Armando Siri                        | - Enrico Aimi        | –               |

1. ↑  In data 18.09.2019 aderisce a Italia Viva-P.S.I..
2. ↑  In data 11.09.2019 aderisce al gruppo misto, non iscritti; in data 18.11.2020 alla componente «+Europa - Azione».

### XIX legislatura

#### Risultati elettorali
|                               | Fratelli d'Italia                                       | 575 512   | 24,97 | 3 | 896 583   | 38,90 | 3 |  |  |
|                               | Lega per Salvini Premier                                | 178 248   | 7,73  | 1 | 896 583   | 38,90 | 3 |  |  |
|                               | Forza Italia                                            | 129 868   | 5,63  | – | 896 583   | 38,90 | 3 |  |  |
|                               | Noi Moderati                                            | 12 955    | 0,56  | – | 896 583   | 38,90 | 3 |  |  |
|                               | Partito Democratico - Italia Democratica e Progressista | 638 821   | 27,72 | 3 | 826 377   | 35,85 | 2 |  |  |
|                               | Alleanza Verdi e Sinistra                               | 104 101   | 4,52  | – | 826 377   | 35,85 | 2 |  |  |
|                               | +Europa                                                 | 76 140    | 3,30  | – | 826 377   | 35,85 | 2 |  |  |
|                               | Impegno Civico – Centro Democratico                     | 7 315     | 0,32  | – | 826 377   | 35,85 | 2 |  |  |
|                               | Movimento 5 Stelle                                      | 230 540   | 10,00 | 1 | 230 540   | 10,00 | – |  |  |
|                               | Azione - Italia Viva                                    | 195 451   | 8,48  | 1 | 195 451   | 8,48  | – |  |  |
|                               | Italexit                                                | 44 219    | 1,92  | – | 44 219    | 1,92  | – |  |  |
|                               | Unione Popolare                                         | 32 556    | 1,41  | – | 32 556    | 1,41  | – |  |  |
|                               | Italia Sovrana e Popolare                               | 28 346    | 1,23  | – | 28 346    | 1,23  | – |  |  |
|                               | Vita                                                    | 25 464    | 1,10  | – | 25 464    | 1,10  | – |  |  |
|                               | Partito Animalista – UCDL – 10 Volte Meglio             | 14 890    | 0,65  | – | 14 890    | 0,65  | – |  |  |
|                               | Alternativa per l'Italia (PdF - Exit)                   | 6 231     | 0,27  | – | 6 231     | 0,27  | – |  |  |
|                               | Destre Unite                                            | 2 412     | 0,10  | – | 2 412     | 0,10  | – |  |  |
|                               | Noi di Centro – Europeisti                              | 1 846     | 0,08  | – | 1 846     | 0,08  | – |  |  |
| Totale                        | Totale                                                  | 2 304 915 | 100   | 9 | 2 304 915 | 100   | 5 |  |  |
|                               |                                                         |           |       |   |           |       |   |  |  |
| Voti non validi               | Voti non validi                                         | 90 427    | 3,78  |   |           |       |   |  |  |
| Votanti                       | Votanti                                                 | 2 395 342 | 71,97 |   |           |       |   |  |  |
| Elettori                      | Elettori                                                | 3 328 327 |       |   |           |       |   |  |  |
|                               |                                                         |           |       |   |           |       |   |  |  |
| Data: 25 settembre 2022       |                                                         |           |       |   |           |       |   |  |  |
| Fonte: Ministero dell'interno |                                                         |           |       |   |           |       |   |  |  |

#### Eletti

##### Eletti maggioritario
Eletti nella coalizione di centro-sinistra (PD-IDP - AVS - +E - IC-CD)
     Eletti nella coalizione di centro-destra (FdI - LSP - FI - NM)
| Collegio uninominale | Eletto | Eletto                 | Partito |
| -------------------- | ------ | ---------------------- | ------- |
| 01 - Parma           |        | Elena Murelli          | LSP     |
| 02 - Modena          |        | Vincenza Rando         | PD-IDP  |
| 03 - Bologna         |        | Pier Ferdinando Casini | CpE     |
| 04 - Ravenna         |        | Alberto Balboni        | FdI     |
| 05 - Rimini          |        | Marta Farolfi          | FdI     |

1. ↑  Eletto in Partito Democratico - Italia Democratica e Progressista.

##### Eletti proporzionale
| Collegio plurinominale | Partito Democratico-IDP        | Fratelli d'Italia                 | Movimento 5 Stelle | Azione - Italia Viva | Lega per Salvini Premier |
| ---------------------- | ------------------------------ | --------------------------------- | ------------------ | -------------------- | ------------------------ |
| Collegio plurinominale |                                |                                   |                    |                      |                          |
| 1. Emilia-Romagna - 01 | - Graziano Delrio              | - Michele Barcaiuolo              | -                  | - Silvia Fregolent   | -                        |
| 2. Emilia-Romagna - 02 | - Daniele Manca - Sandra Zampa | - Marco Lisei - Domenica Spinelli | - Marco Croatti    | -                    | - Lucia Borgonzoni       |